# Небожин (Плонський повіт)
Небожин (пол. Nieborzyn) — село в Польщі, у гміні Червінськ-над-Віслою Плонського повіту Мазовецького воєводства.
Населення — 224 особи (2011).
У 1975-1998 роках село належало до Плоцького воєводства.

## Демографія
Демографічна структура станом на 31 березня 2011 року:
|          | Загалом | Допрацездатний вік | Працездатний вік | Постпрацездатний вік |
| -------- | ------- | ------------------ | ---------------- | -------------------- |
| Чоловіки | 102     | 14                 | 79               | 9                    |
| Жінки    | 122     | 24                 | 76               | 22                   |
| Разом    | 224     | 38                 | 155              | 31                   |